# Dinoderus scabricauda
Dinoderus scabricauda är en skalbaggsart som beskrevs av Pierre Lesne 1914. Dinoderus scabricauda ingår i släktet Dinoderus och familjen kapuschongbaggar. Inga underarter finns listade i Catalogue of Life.

## Bildgalleri

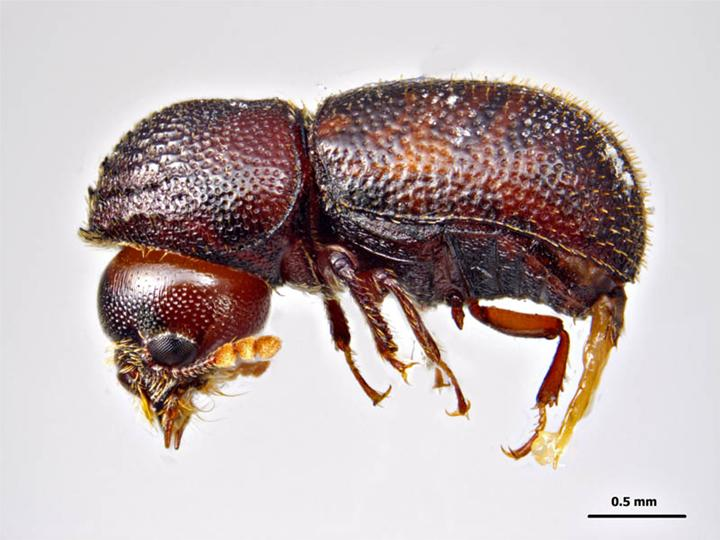